# Neobaclea crispifolia
Neobaclea crispifolia är en malvaväxtart som först beskrevs av Antonio José Cavanilles, och fick sitt nu gällande namn av Antonio Krapovickas. Neobaclea crispifolia ingår i släktet Neobaclea och familjen malvaväxter. Inga underarter finns listade i Catalogue of Life.